# Sågskära

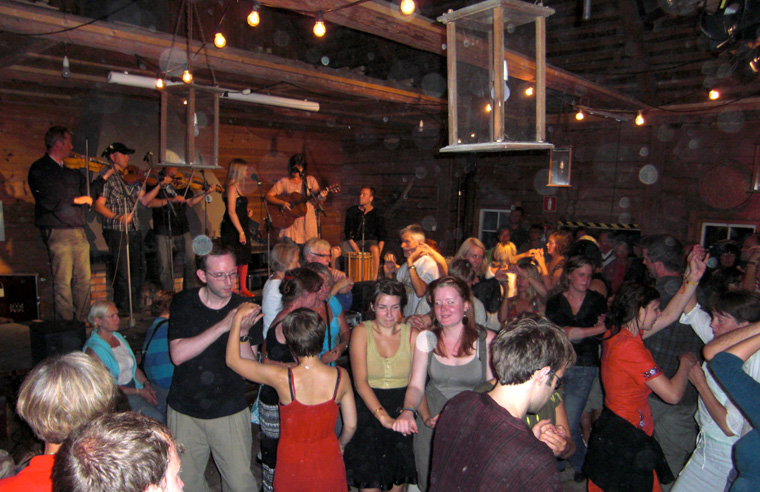
Sågskära spelar till dans på Logen på Korrö folkmusikfestival 2008.

Sågskära är en småländsk folkmusikgrupp bildad 1981. Gruppen har tagit sitt namn från en lekramsa från Linneryd, Småland. Gruppen ligger även bakom Korrö folkmusikfestival. Under festivalens första år låg betoningen på borduninstrument, säckpipa, hummel, vevlira etc). Efter hand breddades inriktningen, och festivalen är numera Sveriges största folkmusikmanifestation. 

## Medlemmar
- Marie Länne Persson (sång, harpa, gitarr och flöjter)
- Ulrika Gunnarsson (sång och fiol)
- Toste Länne (fiol)
- Anders Svensson (fiol och oktavfiol)
- Magnus Lundmark (slagverk)
- Magnus Gustafsson (fiol, lira, näverskalmeja och säckpipa)

Tidigare medlemmar var också Torbjörn Nyqvist (fiol, gitarr, fiddla), Gunilla Lundh-Tobiasson (sång, dragspel), Per-Olof Jacobsson (fiol) och Erik Hector (sång, nyckelharpa, hummel).

## Diskografi
- 1989 – Sågskära
- 1992 – Änglarnas språk
- 1994 – Skärvor
- 1997 – Krook!
- 2000 – Apelgrå
- 2006 – Orm